# Beniamin (Krasnopiewkow)
Beniamin, imię świeckie Wasilij Fiodorowicz Krasnopiewkow lub Krasnopiewkow-Rumowski (ur. 15 lipca?/26 lipca 1739 w Krasnym, zm. 5 marca?/17 marca 1811 w Niżnym Nowogrodzie) – rosyjski biskup i teolog prawosławny.

## Życiorys

### Wczesna działalność
Był synem kapłana prawosławnego. Ukończył seminarium duchowne przy Ławrze św. Aleksandra Newskiego w Petersburgu, gdzie w 1759 złożył wieczyste śluby mnisze. W 1768 został zatrudniony w seminarium jako wykładowca filozofii i prefekt, wszedł ponadto w skład konsystorza eparchii petersburskiej. W 1770 został rektorem seminarium. W tym samym roku otrzymał godność archimandryty i krótko był przełożonym monasteru św. Mikołaja w Starej Ładodze, zaś od 1770 do 1774 – monasteru Trójcy Świętej w Zieleńcu. W 1774 przeniesiony, również w charakterze przełożonego, do pustelni Trójcy Świętej i św. Sergiusza w Petersburgu. Władając dobrze greką i łaciną, archimandryta Beniamin pomagał metropolicie petersburskiemu Gabrielowi w pisaniu dzieła O służenii i czinoposledowanijach prawosławnoj Grieko-Rossijskoj Cerkwi. Podjął również prace nad przekładem Euchologion sive Rituale Graecorum J. Goara.

### Biskup
13 lipca 1774 przyjął chirotonię biskupią, po której przyjął tytuł biskupa ołonieckiego i kargopolskiego, wikariusza eparchii petersburskiej. Głównym konsekratorem był metropolita petersburski Gabriel. Jako stałe miejsce pobytu biskupa wyznaczony został monaster Trójcy Świętej Aleksandra Świrskiego. W 1775 został biskupem archangielskim i ołonieckim. W swojej eparchii dbał o dyscyplinę cerkiewną, instytucje kształcenia duchownego, odnowę monasterów, wznoszenie nowych cerkwi, zbierał zabytkowe rękopisy. W 1781 polecił wszystkim klasztorom prowadzenie kronik. Prowadził także pracę misyjną wśród duchoborców. W 1781 został nagrodzony przez carycę Katarzynę II panagią z drogocennymi kamieniami.
W 1798 przeniesiony na katedrę niżnonowogrodzką i ałatyrską, w roku następnym jego tytuł uległ zmianie na biskup niżnonowogrodzki i arzamaski. W 1804 otrzymał godność arcybiskupią. Wspierał rozwój parafii jednowierczych na terenie eparchii. W 1800 wyremontował sobór Przemienienia Pańskiego w Niżnym Nowogrodzie, zaś w 1803 wzniósł nowy budynek eparchialnego konsystorza. Wprowadził naukę podstaw medycyny do seminarium w Niżnym Nowogrodzie, współpracował przy przekładzie Historia animalium.
Jego zainteresowania teologiczne ogniskowały się wokół liturgiki. W 1803 opublikował swoją najważniejszą pracę – Nowe Tablice, czyli o cerkwi, liturgii, nabożeństwach i utensyliach cerkiewnych. Tekst ten, stanowiący kompilację mistagogicznych dzieł Ojców Kościoła, jest obszernym komentarzem i wyjaśnieniem znaczenia poszczególnych elementów wyposażenia świątyń prawosławnych oraz porządku nabożeństw. Arcybiskup Beniamin oparł się w swoim opracowaniu przede wszystkim na Historia Ecclesiastica patriarchy konstantynopolitańskiego Germana, De sacra Liturgia i De templo divino Symeona z Tesaloniki. Nowe Tablice osiągnęły ogromną popularność i były (jako stale aktualne) kilkunastokrotnie wznawiane, w języku rosyjskim oraz języku cerkiewnosłowiańskim. Zostały również przetłumaczone na język polski.
W ostatnich latach arcybiskup Beniamin planował odejść w stan spoczynku i zamieszkać w pustelni Włodzimierskiej Ikony Matki Bożej w Orańsku, jednak zmarł, zanim zrealizował ten plany. Został pochowany w soborze Przemienienia Pańskiego w Niżnym Nowogrodzie. Jego grób uległ zniszczeniu razem z innymi nagrobkami biskupów niżnonowogrodzkich, gdy w 1929 sobór został wysadzony w powietrze.
Jego brat Siergij także był duchownym prawosławnym, protoprezbiterem, proboszczem soboru Zwiastowania na Kremlu moskiewskim i spowiednikiem cara Aleksandra I.